# 丸善CHIホールディングス
丸善CHIホールディングス株式会社（まるぜんシーエイチアイホールディングス、英: Maruzen CHI Holdings Co., Ltd.）は、丸善株式会社（現・丸善雄松堂株式会社）と株式会社図書館流通センター (TRC) が経営統合して、2010年（平成22年）2月1日に設立した共同持株会社である。大日本印刷株式会社の連結子会社で、社名の「CHI」は、ローマ字表記「知」を意味する。

## 沿革
- 2008年（平成20年）12月 - 大日本印刷が、連結子会社の丸善と図書館流通センターが株式を移転して共同持株会社を設立し、経営を統合することを発表する。
- 2010年（平成22年）
  - 1月 - CHIグループの東京証券取引所への上場が承認され、丸善は上場を廃止する。
  - 2月 - 丸善と図書館流通センターが共同持株会社「CHIグループ株式会社」を設立し、両社を傘下とする。
  - 12月 - インターネット事業の子会社として株式会社honto（現・hontoブックサービス）を設立する。
- 2011年（平成23年）
  - 2月 - ジュンク堂書店、丸善書店、雄松堂書店を子会社化する。丸善から出版事業部を分社して丸善出版株式会社を新設する。
  - 5月 - 丸善CHIホールディングス株式会社に社名を変更する。
- 2012年（平成24年）
  - 1月 - ジュンク堂書店を丸善書店の完全子会社とする。
  - 5月 - 図書館流通センターが運営するネット通販型書籍販売事業「オンライン書店ビーケーワン」を、電子書籍販売サイト「honto」を運営する株式会社トゥ・ディファクトに譲渡する。
- 2015年（平成27年）2月 - 丸善書店がジュンク堂書店を吸収合併し、株式会社丸善ジュンク堂書店に社名を変更する[1]。
- 2016年（平成28年）2月 - 丸善が雄松堂書店を吸収合併し、丸善雄松堂株式会社となる。
- 2022年（令和4年）4月 - 東京証券取引所の市場区分再編により、上場市場区分をスタンダード市場に移行。
- 2023年（令和5年）2月 - 専門情報に関する調査・分析等の業務を支援するWebサービスの企画・運営の主体とするため、事業子会社である株式会社hontoブックサービスの定款を変更し、商号を「株式会社丸善リサーチサービス」に変更。

## 子会社
- 丸善雄松堂株式会社 - 大学等教育研究機関及び公共図書館への学術情報を中心にした書籍販売等並びに建築及び内装設備の設計・施工、図書館運営業務の受託、文化系小売業の店舗設備の設計施工
  - 第一鋼鉄工業所 - 書店棚、ビデオ棚、CD・DVD棚等の製造業、倉庫業
  - 編集工学研究所（51.1％） - 編集システム事業、編集教育事業
  - 雄松堂ビルディング（97.5％） - 文教市場販売事業に係る不動産の賃貸並びに管理
  - カルチャー･ジャパン - 非連結子会社。書籍や文書の保管や保存、本の整理や引越し、図書館総合展の企画・運営
  - 東京ブックランド - 非連結子会社。海外書籍の輸入卸販売
  - Maruzen International Co., Ltd. - 非連結子会社
  - 株式会社エム・シーアイ（97.5%） - 非連結子会社。医療系の学会事務局の業務受託および学会誌の発行[2]
    - サイエンティスト社 - 非連結子会社。医学、薬学、統計などの専門書および絵本などの出版事業
- 株式会社図書館流通センター（TRC）- 図書館用書籍の販売及びその加工、書誌データの作成・販売、図書館運営業務の受託
  - TRC北海道 - 図書館用書籍の販売及びその加工、書誌データの作成・販売
  - TRC埼玉 - 図書館用書籍の販売及びその加工、書誌データの作成・販売
  - TRC神奈川 - 図書館用書籍の販売及びその加工、書誌データの作成・販売
  - TRC川崎 - 図書館用書籍の販売及びその加工、書誌データの作成・販売
  - 図書館流通センター豊中（98.5％）- 図書館用書籍の販売及びその加工、書誌データの作成・販売
  - 株式会社図書流通（59.9％）- 書籍の入出荷業務等
  - 図書館総合研究所 - 図書館向けのコンサルタント業務
  - 岩崎書店（99.3％）- 児童図書及び図書館向け図書の出版業
  - グローバルソリューションサービス（70.3％） - パソコン及びタブレット等通信機器の修理、ネットワーク設定、ヘルプデスク、アプリケーション開発
  - 明日香 - 総合保育サービス - 保育士派遣、保育園・託児所運営業務請負
  - ライブラリー・アカデミー - 図書館の振興・発展に貢献しうる人材の教育・研修
  - 日外アソシエーツ（87.2％） - 非連結子会社。文献目録・書誌・索引・事典などの各種レファレンスブックの出版やオンライン情報サービス（データベース）の提供
  - 株式会社ポスネット - 非連結子会社。ポスティング事業
  - TRC-ADEAC株式会社 - 非連結子会社。デジタルアーカイブシステム「ADEAC」の運用、デジタルデータの作成、デジタル化したアーカイブ資源を用いた商品の企画・制作及び販売、自治体史の編さん支援、デジタルアーキビスト養成のための研修業務
  - TRCファシリティーズ - 非連結子会社。
- 株式会社丸善ジュンク堂書店 - 店舗における書籍・文具等の販売及びその他関連事業（「丸善」、「ジュンク堂書店」、「淳久堂書店」の運営）
  - 淳久堂書店 - 書店の経営
  - 台灣淳久堂股份有限公司 - 店舗における書籍・文具等の販売
  - 函館加藤栄好堂（旧・リブレリーフィール） - 非連結子会社。
- 丸善出版株式会社 - 学術専門書を中心とする出版業、電子書籍・映像商品の制作及び販売
  - 丸善プラネット - 出版に係る企画、編集、製作等の請負
- 丸善リサーチサービス（旧・hontoブックサービス）（90.0％） - 会計・税務専門書を利用したクラウド型リサーチツール「丸善リサーチ」の企画・運営